# Tuia Union
Die Tuia Union ist eine Gewerkschaft für Beschäftigte des Te Wānanga o Aotearoa, einem Bildungsinstitut für Māori in Neuseeland.

## Geschichte
Die Arbeitnehmervertretung wurde laut New Zealand Companies Office im November 2000 gegründet und am 7. November im Register offiziell eingetragen.

## Gewerkschaft
Die Tuia Union ist eine Betriebsgewerkschaft, die speziell zur Vertretung der Mitarbeiter der Te Wānanga o Aotearoa-Gruppe gegründet wurde. Die Gewerkschaft folgt den Grundsätzen des Whanaungatanga (Sinn der familiären Verbindung) bei allem Handeln. Zwischen der Gewerkschaft und der Te Wānanga o Aotearoa-Gruppe besteht eine besondere Beziehung auf Basis des Kaupapa (Richtlinien oder auch Grundsätzen) beider Organisationen. Sie verpflichten sich, alle Angelegenheiten in gutem Willen und guter Zusammenarbeit zu regeln und das Verständnis für die jeweilig andere Partei zu fördern.
Die Gewerkschaft verfügt über keinen eigenen Webauftritt und nutzt eine E-Mail-Adresse des Bildungsinstituts für eine Kontaktaufnahme.